# Схема разделения секрета Шамира
Схема интерполяционных полиномов Лагранжа (схема разделения секрета Шамира или схема Шамира) — схема разделения секрета, широко используемая в криптографии. Схема Шамира позволяет реализовать {\displaystyle (k,n)} — пороговое разделение секретного сообщения (секрета) между {\displaystyle n} сторонами так, чтобы только любые {\displaystyle k} и более сторон ({\displaystyle k} ≤ {\displaystyle n}) могли восстановить секрет. При этом любые {\displaystyle k-1} и менее сторон не смогут восстановить секрет.

## История
В 1979 году израильский криптоаналитик Ади Шамир предложил пороговую схему разделения секрета между {\displaystyle n} сторонами, которая позволяет проводить разделение таким образом, что:
- Для восстановления секрета достаточно {\displaystyle k} и больше сторон.
- Никакие {\displaystyle (k-1)} и меньше сторон не смогут получить никакой информации о секрете.

## Идея

Через две точки можно провести неограниченное число полиномов степени 2. Чтобы выбрать из них единственный — нужна третья точка. Данные графики приведены только для иллюстрации идеи — в схеме Шамира используется конечное поле, полиномы над которым сложно представить на графике

Для интерполяции многочлена степени {\displaystyle k-1} требуется {\displaystyle k} точек. К примеру, для задания прямой достаточно двух точек, для задания параболы — трех точек, и так далее.
Основная идея данной схемы состоит в том, что интерполяция невозможна, если известно меньшее число точек.
Если мы хотим разделить секрет между {\displaystyle n} людьми таким образом, чтобы восстановить его могли только {\displaystyle k} человек ({\displaystyle k} ≤ {\displaystyle n}), мы «прячем» его в формулу многочлена степени {\displaystyle k-1}. Восстановить этот многочлен и исходный секрет можно только по {\displaystyle k} точкам. Количество же различных точек многочлена не ограничено (на практике оно ограничивается размером числового поля, в котором ведутся расчёты).

## Описание

### Подготовительная фаза
Пусть нужно разделить секрет {\displaystyle M} между {\displaystyle n} сторонами таким образом, чтобы любые {\displaystyle k} участников могли бы восстановить секрет (то есть нужно реализовать {\displaystyle (k,n)}-пороговую схему).
Выберем некоторое простое число {\displaystyle p>M}. Это число можно открыто сообщать всем участникам. Оно задаёт конечное поле размера {\displaystyle p}. Над этим полем построим многочлен степени {\displaystyle k-1} (то есть случайно выберем все коэффициенты многочлена, кроме {\displaystyle M}):
{\displaystyle F\left(x\right)=\left(a_{k-1}x^{k-1}+a_{k-2}x^{k-2}+\dots +a_{1}x+M\right)\mod p}
В этом многочлене {\displaystyle M} — это разделяемый секрет, а остальные коэффициенты {\displaystyle a_{k-1},a_{k-2},\dots ,a_{1}} — некоторые случайные числа, которые нужно будет «забыть» после того, как процедура разделения секрета будет завершена.

### Генерация долей секрета
Теперь вычисляем «доли» — значения построенного выше многочлена, в {\displaystyle n} различных точках, причём {\displaystyle (x} ≠ {\displaystyle 0)}:
{\displaystyle {\begin{aligned}k_{1}&=&F\left(1\right)&=&\left(a_{k-1}\cdot 1^{k-1}+a_{k-2}\cdot 1^{k-2}+\dots +a_{1}\cdot 1+M\right)&\mod p\\k_{2}&=&F\left(2\right)&=&\left(a_{k-1}\cdot 2^{k-1}+a_{k-2}\cdot 2^{k-2}+\dots +a_{1}\cdot 2+M\right)&\mod p\\&&\dots \\k_{i}&=&F\left(i\right)&=&\left(a_{k-1}\cdot i^{k-1}+a_{k-2}\cdot i^{k-2}+\dots +a_{1}\cdot i+M\right)&\mod p\\&&\dots \\k_{n}&=&F\left(n\right)&=&\left(a_{k-1}\cdot n^{k-1}+a_{k-2}\cdot n^{k-2}+\dots +a_{1}\cdot n+M\right)&\mod p\\\end{aligned}}}

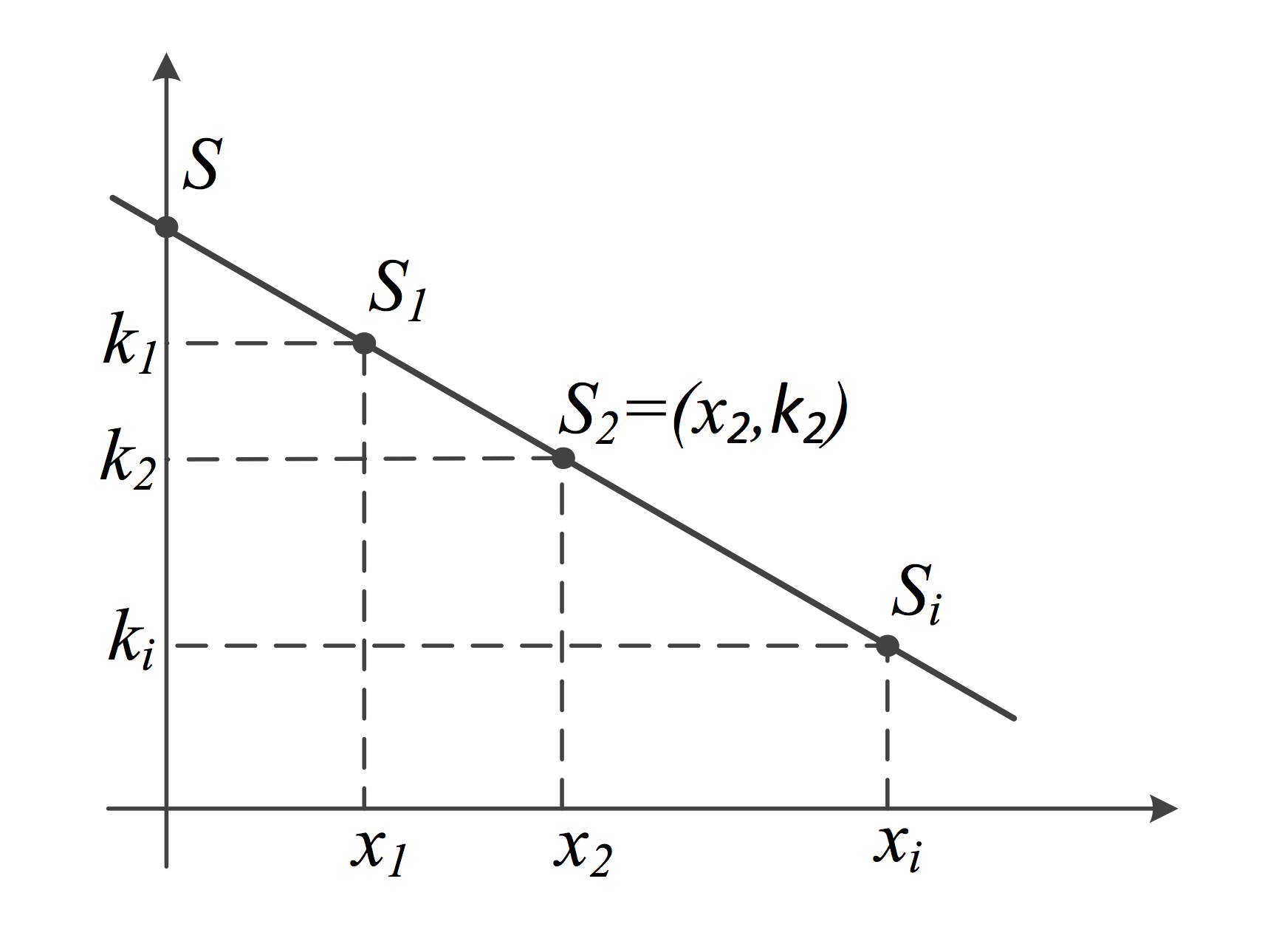
Рассмотрим простой случай, когда для восстановления секрета необходимо две тени.
Многочлен, в этом случае, будет задавать прямую, пересекающуюся с осью в точке (секрет). Каждая доля — точка на прямой. Секрет может быть восстановлен по двум произвольным теням. Однако, в случае задания лишь одной тени в качестве искомого секрета может быть выбрана любая точка на оси, так как через одну точку можно провести множество различных прямых, пересекающихся с осью в произвольных точках

Аргументы многочлена (номера секретов) не обязательно должны идти по порядку, главное — чтобы все они были различны по модулю {\displaystyle p}.
После этого каждой стороне, участвующей в разделении секрета, выдаётся доля секрета {\displaystyle k_{i}} вместе с номером {\displaystyle i}. Помимо этого, всем сторонам сообщается степень многочлена {\displaystyle k-1} и размер поля {\displaystyle p}. Случайные коэффициенты {\displaystyle a_{k-1},a_{k-2},\dots ,a_{1}} и сам секрет {\displaystyle M} «забываются».

### Восстановление секрета
Теперь любые {\displaystyle k} участников, зная координаты {\displaystyle k} различных точек многочлена, смогут восстановить многочлен и все его коэффициенты, включая последний из них — разделяемый секрет.
Особенностью схемы является то, что вероятность раскрытия секрета в случае произвольных {\displaystyle k-1} долей оценивается как {\displaystyle p^{-1}} . То есть в результате интерполяции по {\displaystyle k-1} точке секретом может быть любой элемент поля с равной вероятностью. При этом попытка полного перебора всех возможных теней не позволит злоумышленникам получить дополнительную информацию о секрете.
Прямолинейное восстановление коэффициентов многочлена через решение системы уравнений можно заменить на вычисление интерполяционного многочлена Лагранжа (отсюда одно из названий метода). Формула многочлена будет выглядеть следующим образом:
{\displaystyle {\begin{aligned}F\left(x\right)&=&\sum \limits _{i}{l_{i}\left(x\right)y_{i}}&\mod p\\l_{i}\left(x\right)&=&\prod \limits _{j\neq i}{\frac {x-x_{j}}{x_{i}-x_{j}}}&\mod p\\\end{aligned}}}
где {\displaystyle \left(x_{i},y_{i}\right)} — координаты точек многочлена. Все операции выполняются также в конечном поле {\displaystyle p}.

## Свойства
К достоинствам данной схемы разделения секрета относят:
1. Идеальность: отсутствует избыточность — размер каждой из долей секрета равен размеру секрета.
2. Масштабируемость: в условиях схемы {\displaystyle (k,n)} число владельцев долей секрета {\displaystyle n} может дополнительно увеличиться вплоть до {\displaystyle p}, где {\displaystyle p} — размер поля, в котором ведутся вычисления. При этом количество долей {\displaystyle k}, необходимых для получения секрета, останется неизменным.
3. Динамичность: можно периодически менять используемый многочлен и пересчитывать тени, сохраняя секрет (свободный член) неизменным. При этом вероятность нарушения защиты путем утечки теней уменьшится, так как для получения секрета нужно {\displaystyle k} теней, полученных на одной версии многочлена.
4. Гибкость: в тех случаях, когда стороны не являются равными между собой, схема позволяет это учесть путём выдачи сразу нескольких теней одной стороне. Например, пусковой код баллистической ракеты может быть разделён по схеме {\displaystyle (3,5)} так, чтобы ракету могли запустить лишь три генерала, которые соберутся вместе, либо любой из генералов и президент, которому при разделении секрета было выдано сразу две тени.

Недостатки:
1. Ненадёжность дилера: по умолчанию в схеме предполагается, что тот, кто генерирует и раздаёт тени, надёжен, что не всегда верно.
2. Нет проверки корректности теней сторон: участвующая в разделении сторона не может с уверенностью сказать, что её тень подлинна — при подстановке в исходный многочлен получается верное равенство.

## Использование
Данная схема нашла применение в инфраструктуре открытых ключей, где её используют для многопользовательской авторизации с помощью аппаратных криптографических модулей.
Также схема используется в цифровой стеганографии для скрытой передачи информации в цифровых изображениях, для противодействия атакам по сторонним каналам при реализации алгоритма AES.
Помимо этого, с помощью схемы Шамира может осуществляться нанесение цифрового водяного знака при передаче цифрового видео и генерация персонального криптографического ключа, используемого в биометрических системах аутентификации.

## Пример
Пусть нужно разделить секрет «11» между 5 сторонами. При этом любые 3 стороны должны иметь возможность восстановить этот секрет. То есть нужно реализовать {\displaystyle (3,5)}-пороговую схему.
Возьмём простое число {\displaystyle p=13}. Построим многочлен степени {\displaystyle k-1=3-1=2}:
{\displaystyle F\left(x\right)=\left(7x^{2}+8x+11\right)\mod 13}
В этом многочлене {\displaystyle 11} — это разделяемый секрет, а остальные коэффициенты 7 и 8 — некоторые случайные числа, которые нужно будет «забыть» после того, как процедура разделения секрета будет завершена.
Теперь вычисляем координаты 5 различных точек:
{\displaystyle {\begin{aligned}k_{1}&=F\left(1\right)&=\left(7\cdot 1^{2}+8\cdot 1+11\right)\mod 13&=0\\k_{2}&=F\left(2\right)&=\left(7\cdot 2^{2}+8\cdot 2+11\right)\mod 13&=3\\k_{3}&=F\left(3\right)&=\left(7\cdot 3^{2}+8\cdot 3+11\right)\mod 13&=7\\k_{4}&=F\left(4\right)&=\left(7\cdot 4^{2}+8\cdot 4+11\right)\mod 13&=12\\k_{5}&=F\left(5\right)&=\left(7\cdot 5^{2}+8\cdot 5+11\right)\mod 13&=5\\\end{aligned}}}
После этого ключи (вместе с их номером, числом {\displaystyle p=13} и степенью многочлена {\displaystyle k-1=2}) раздаются сторонам. Случайные коэффициенты {\displaystyle 7,8} и сам секрет {\displaystyle M=11} «забываются».
Теперь любые 3 участника смогут восстановить многочлен и все его коэффициенты, включая последний из них — разделённый секрет. Например, чтобы восстановить многочлен по трём долям {\displaystyle k_{2},k_{3},k_{5}} им нужно будет решить систему:
{\displaystyle \left\{{\begin{aligned}\left(a_{2}\cdot 2^{2}+a_{1}\cdot 2+M\right)&\mod 13&=3\\\left(a_{2}\cdot 3^{2}+a_{1}\cdot 3+M\right)&\mod 13&=7\\\left(a_{2}\cdot 5^{2}+a_{1}\cdot 5+M\right)&\mod 13&=5\\\end{aligned}}\right.}
Очевидно, что с меньшим числом известных секретов получится меньше уравнений и систему решить будет нельзя (даже полным перебором решений).
Построим интерполяционный многочлен Лагранжа:
{\displaystyle {\begin{aligned}F\left(x\right)&=\sum \limits _{i}{l_{i}\left(x\right)y_{i}}&\mod p\\l_{i}\left(x\right)&=\prod \limits _{j\neq i}{\frac {x-x_{j}}{x_{i}-x_{j}}}&\mod p\\\end{aligned}}}

{\displaystyle {\begin{aligned}l_{1}\left(x\right)&={\frac {x-x_{2}}{x_{1}-x_{2}}}\cdot {\frac {x-x_{3}}{x_{1}-x_{3}}}={\frac {x-3}{2-3}}\cdot {\frac {x-5}{2-5}}={\frac {1}{3}}\left({x^{2}-8x+15}\right)=9\left({x^{2}+5x+2}\right)=9x^{2}+6x+5\mod 13\\l_{2}\left(x\right)&={\frac {x-x_{1}}{x_{2}-x_{1}}}\cdot {\frac {x-x_{3}}{x_{2}-x_{3}}}={\frac {x-2}{3-2}}\cdot {\frac {x-5}{3-5}}={\frac {1}{11}}\left({x^{2}-7x+10}\right)=6\left({x^{2}+6x+10}\right)=6x^{2}+10x+8\mod 13\\l_{3}\left(x\right)&={\frac {x-x_{1}}{x_{3}-x_{1}}}\cdot {\frac {x-x_{2}}{x_{3}-x_{2}}}={\frac {x-2}{5-2}}\cdot {\frac {x-3}{5-3}}={\frac {1}{6}}\left({x^{2}-5x+6}\right)=11\left({x^{2}+8x+6}\right)=11x^{2}+10x+1\mod 13\end{aligned}}}
Получим исходный многочлен:
{\displaystyle {\begin{aligned}F\left(x\right)&=3\cdot l_{1}\left(x\right)+7\cdot l_{2}\left(x\right)+5\cdot l_{3}\left(x\right)\mod p\\a_{2}&=9\cdot 3+6\cdot 7+11\cdot 5=7\mod 13\\a_{1}&=6\cdot 3+10\cdot 7+10\cdot 5=8\mod 13\\M&=5\cdot 3+8\cdot 7+1\cdot 5=11\mod 13\\F\left(x\right)&=7x^{2}+8x+11\mod 13\end{aligned}}}
Последний коэффициент многочлена — {\displaystyle M=11} — и является секретом.